# George Smiley
Pour les articles homonymes, voir Smiley (homonymie).
 (janvier 2025).
Si vous disposez d'ouvrages ou d'articles de référence ou si vous connaissez des sites web de qualité traitant du thème abordé ici, merci de compléter l'article en donnant les références utiles à sa vérifiabilité et en les liant à la section « Notes et références ».
George Smiley est un personnage de fiction créé par l'écrivain John le Carré, qui apparaît dès ses tout premiers romans, comme L'Appel du mort ou Chandelles noires, et dans ses plus connus,  dont La Taupe, Comme un collégien et Les Gens de Smiley.
Smiley est un officier de renseignement travaillant pour le service de renseignement extérieur britannique, surnommé le Cirque du fait de sa localisation à Cambridge Circus, à Londres. Il est le personnage principal de certains romans (La Taupe, Les Gens de Smiley…) et un personnage mineur dans d'autres.
George Smiley représente l'archétype de l'anti James Bond. Doté d'une redoutable intelligence, d'autant plus redoutable qu'elle ne se devine pas à le voir, d'une mémoire « sur laquelle il vit » depuis plus de trente ans, d'une intuition suraiguë tournant à la paranoïa, de complexes d'infériorité car il est petit et rondouillard et d'un complexe de supériorité car il se sait plus intelligent que ses adversaires (que Karla en particulier, son homologue soviétique), et même que ses collègues, George Smiley est un espion aussi redoutable qu'atypique. 
Son adresse est : 9A Bywater Street à Chelsea (Londres).
Il porte le même patronyme qu'un "véritable" agent secret britannique, David Smiley (1916-2009), lui-même auteur d'ouvrages non-fictionnels sur l'espionnage et le contre-espionnage et notamment d'un livre sur Kim Philby, plusieurs fois mis en fiction par John Le Carré.

## Description
Personnage principal de nombreux romans, sa description physique est rare et succincte. 
« — Il ressemble à un crapaud, s'habille comme un bookmaker et je donnerais mes deux yeux pour avoir un cerveau comme le sien. Et pendant la guerre, il en a bavé. Mais vraiment bavé.
Ma foi, c'était vrai qu'il ressemblait un peu à un crapaud. Court et trapu, il portait des lunettes à verres épais qui lui grossissaient les yeux. Quant à ses vêtements, pas de doute, ils étaient curieux. Et chers, en plus, cela sautait aux yeux. Mais sa veste semblait cintrée exactement là où il ne fallait pas. Rigby fut surtout surpris de sa timidité. Il s'était attendu à voir quelqu'un d'un peu trop sûr de lui, d'un peu trop finaud pour Carne, alors que les manières de Smiley dénotaient un sérieux et une réserve qui plaisaient aux goûts conservateurs de Rigby. »
— Chandelles noires, John le Carré
Les médias ont avancé que ce personnage était inspiré par Sir Maurice Oldfield (en) (1915-1981), qui fut entre autres le directeur du SIS entre 1973 et 1978, mais Le Carré a infirmé ce rapprochement.

## Œuvres où le personnage apparaît
Romans
- 1961 : L'Appel du mort (Call for the Dead)
- 1962 : Chandelles noires (A Murder of Quality)
- 1963 : L'Espion qui venait du froid (The Spy who Came in from the Cold)
- 1965 : Le Miroir aux espions (The Looking-Glass War)
- 1974 : La Taupe (Tinker Tailor Soldier Spy)
- 1977 : Comme un collégien (The Honourable Schoolboy)
- 1979 : Les Gens de Smiley (Smiley's People)
- 1991 : Le Voyageur secret (The Secret Pilgrim)
- 2017 : L’Héritage des espions (A Legacy of Spies)

Cinéma
- 1965 : L'Espion qui venait du froid (The Spy Who Came in from the Cold) de Martin Ritt, interprété par Rupert Davies
- 1966 : M.15 demande protection (The Deadly Affair) de Sidney Lumet, interprété par James Mason mais renommé Charles Dobbs
- 2011 : La Taupe (Tinker Tailor Soldier Spy) de Tomas Alfredson, interprété par Gary Oldman

Télévision
- 1979 : La Taupe (en) (Tinker, Tailor, Soldier, Spy), interprété par Alec Guinness
- 1982 : Les Gens de Smiley (en) (Smiley's People), avec le même acteur
- 1991 : Chandelles noires, interprété par Denholm Elliott